# Pachycereeae
Die Pachycereeae sind eine Tribus in der Unterfamilie  Cactoideae aus der Familie der Kakteengewächse (Cactaceae).

## Beschreibung
Die großen, baumförmig oder strauchig wachsenden Arten der Pachycereeae bilden nicht segmentierte, säulenförmige und gerippte Stämme.
Die Blüten bildenden Abschnitte sind nicht differenziert. Die Blüten erscheinen seitlich, oft unterhalb der Triebspitze oder aus dem Cephalium und öffnen nachts oder selten am Tag. Die kleinen bis mittelgroßen, radiärsymmetrischen oder zygomorphen, in der Form variierenden Blüten sind zwittrig. Der Blütenbecher ist geschuppt oder selten kahl und mit dornigen oder borstigen Areolen besetzt.
Die aufreißenden oder nicht aufreißenden Früchte sind fleischig. Sie enthalten mittelgroße bis große Samen. Hilum und Mikropyle der Samen sind miteinander verbunden oder vereinigt, Anhängsel fehlen.

## Systematik und Verbreitung
Die Tribus Pachycereeae ist hauptsächlich in Mexiko und im Südwesten der Vereinigten Staaten, aber auch in der Karibik, Mittelamerika und Südamerika (bis Venezuela) verbreitet.
Die heutige Einordnung als Tribus der Cactaceae wurde 1958 von Franz Buxbaum vorgenommen. Er unterschied die vier Subtribus Myrtillocactinae, Pachycereinae, Pterocereinae und Stenocereinae. Arthur C. Gibson und Kevin C. Spencer stellten 1978 nach ihren Untersuchungen die Subtribus Myrtillocactinae und Pterocereinae in den Subtribus Stenocereinae.
Nach Edward Frederick Anderson (2005) gehören folgende Gattungen zur Tribus:   
- Acanthocereus  (Engelm. ex A.Berger) Britton & Rose
- Bergerocactus Britton & Rose
  - Bergerocactus emoryi (Engelm.) Britton & Rose
- Carnegiea Britton & Rose
  - Carnegiea gigantea (Engelm.) Britton & Rose
- Cephalocereus Pfeiff.
- Dendrocereus Britton & Rose
- Echinocereus Engelm.
- Escontria Rose
  - Escontria chiotilla (F.A.C.Weber ex K.Schum.) Rose
- Isolatocereus Backeb. 
  - Isolatocereus dumortieri (Scheidw.) Backeb.
- Leptocereus (A.Berger) Britton & Rose
- Myrtillocactus Console
- Neobuxbaumia Backeb.
- Pachycereus (A.Berger) Britton & Rose
- Peniocereus (A.Berger) Britton & Rose
- Polaskia Backeb.
- Pseudoacanthocereus F.Ritter
- Stenocereus (A.Berger) Riccob.

## Nachweise